# Lista över slag och belägringar under finska kriget
Under finska kriget 1808–1809 förekom det mer än 100 slag, strider, träffningar och belägringar, främst i nuvarande Finland och Västerbotten. Nedan är 125 av dessa listade.

## Lista
Svensk seger
      Rysk seger
      Oavgjort
| Lista över slag och belägringar under finska kriget | Lista över slag och belägringar under finska kriget | Lista över slag och belägringar under finska kriget | Lista över slag och belägringar under finska kriget | Lista över slag och belägringar under finska kriget |
| Namn                                                | Datum                                               | Plats                                               | Resultat                                            | Noter |
| --------------------------------------------------- | --------------------------------------------------- | --------------------------------------------------- | --------------------------------------------------- | --- |
| Striden vid Elimä                                   | 21 februari 1808                                    | Elimä, Finland                                      | Rysk seger                                          | En mindre svensk avdelning tvingas till reträtt. |
| Belägringen av Svartholm                            | 23 februari – 18 mars 1808                          | Svartholm, Finland                                  | Rysk seger                                          | Ryska styrkor erövrar Svartholms fästning efter en kort belägring. |
| Striden vid Muttom                                  | 23 februari – 24 februari 1808                      | Muttom, Finland                                     | Rysk seger                                          | Ett svenskt förpostkompani retirerar efter flera anfall. |
| Slaget vid Artsjö                                   | 24 februari 1808                                    | Artsjö, Finland                                     | Svensk seger                                        | Åbo läns infanteriregemente under befäl av Herman Fleming besegrar en större rysk styrka.                                                                                                   |
| Slaget vid Forsby                                   | 24 februari 1808                                    | Forsby, Finland                                     | Rysk seger                                          | En svensk styrka i Forsby drivs tillbaka. |
| Slaget vid Kuuskoski                                | 24 februari 1808                                    | Kuuskoski, Finland                                  | Rysk seger                                          | En framskjuten svensk bataljon drivs tillbaka. |
| Slaget vid Käkelä                                   | 26 februari – 27 februari 1808                      | Käkelä, Orimattila, Finland                         | Svensk seger                                        | Ryska styrkor genomför ett nattligt anfall mot Käkelä. |
| Slaget vid Okerois                                  | 28 februari 1808                                    | Okerois, Finland                                    | Rysk seger                                          | Tavastehus läns infanteriregemente blir anfallet vid Okerois under svenska reträtten. |
| Belägringen av Sveaborg                             | 2 mars – 3 maj 1808                                 | Sveaborg, Finland                                   | Rysk seger                                          | Sveaborgs fästning, under befäl av Carl Olof Cronstedt, blir under en kort tid belägrad, men faller utan något större stridande då Cronstedt, efter att ha förhandlat, passivt kapitulerar. |
| Striden vid Pyhäjärvi is                            | 11 mars 1808                                        | Pyhäjärvi, Finland                                  | Svensk seger                                        | Svenska soldater avslår flera anfall av kosacker. |
| Striden vid Hatanpää                                | 11 mars 1808                                        | Tammerfors, Finland                                 | Svensk seger                                        | Kosacker anfaller Tammerfors. |
| Striden vid Leppävirta                              | 11 mars 1808                                        | Leppävirta, Finland                                 | Oavgjort                                            | En kanonad samt mindre strid utbryter mellan svenska och ryska styrkor. |
| Striden vid Jynkkä                                  | 15 mars 1808                                        | Jynkkä, Finland                                     | Rysk seger                                          | En avdelning ur savolaxbrigaden under befäl av Joachim Zachris Duncker skyddar reträtten från ryska anfall.                                                                                 |
| Striden vid Haistila                                | 17 mars 1808                                        | Haistila, Finland                                   | Rysk seger                                          | Taktisk svensk förlust med strategisk framgång. |
| Slaget vid Pyhäjoki                                 | 16 april 1808                                       | Pyhäjoki, Finland                                   | Rysk seger                                          | Svenska styrkor försvarar sig mot ryska anfall av Jakov Kulnev för att föra förråden i säkerhet.                                                                                            |
| Slaget vid Siikajoki                                | 18 april 1808                                       | Siikajoki, Finland                                  | Svensk seger                                        | Carl Johan Adlercreutz vinner en överlägsen svensk seger och avslutar därmed de ryska styrkornas offensiv.                                                                                  |
| Slaget vid Revolax                                  | 27 april 1808                                       | Revolax, Finland                                    | Svensk seger                                        | En svensk brigad besegrar en rysk styrka vid Revolax. |
| Slaget vid Pulkkila                                 | 2 maj 1808                                          | Pulkkila, Finland                                   | Svensk seger                                        | En svensk avdelning ur savolaxbrigaden under befäl av Johan August Sandels omringar och tillfångatar en rysk styrka.                                                                        |
| Slaget vid Valkiamäki                               | 6 maj 1808                                          | Valkiamäki, Finland                                 | Svensk seger                                        | En bondehär under Erik Ollikainen anfaller en rysk styrka och tar dess förråd. |
| Kumlingeslaget                                      | 9 maj 1808                                          | Kumlinge, Åland                                     | Svensk seger                                        | En bondehär ledd av Johan Henrik Gummerus besegrar och tillfångatar den ryska styrkan som invaderat Åland.                                                                                  |
| Slaget vid Pakkas                                   | 9 maj 1808                                          | Pakkas, Finland                                     | Svensk seger                                        | En rysk styrka omringas och tillfångatas av Gustaf Vasili Clementeoff. |
| Slaget vid Toipala                                  | 10 maj 1808                                         | Toipala, Finland                                    | Svensk seger                                        | Strid mellan svenska och ryska styrkor. |
| Första slaget vid Kuopio                            | 12 maj 1808                                         | Kuopio, Finland                                     | Svensk seger                                        | Carl Wilhelm Malm anfaller och överrumplar Kuopio. |
| Träffningen vid Peltokorpi                          | 13 maj 1808                                         | Peltokorpi, Finland                                 | Svensk seger                                        | Arvid Adolf Spåre överrumplar en fyrdubbel rysk styrka. |
| Slaget vid Koivisto                                 | 30 maj 1808                                         | Koivisto, Finland                                   | Svensk seger                                        | En svensk styrka anfaller en rysk styrka och erövrar dess förråd. |
| Slaget vid Perho                                    | 8 juni 1808                                         | Perho, Finland                                      | Svensk seger                                        | Otto von Fieandt anfaller en rysk styrka vid Perho och tar dess förråd. |
| Slaget vid Jorois                                   | 12 juni – 14 juni 1808                              | Jorois, Finland                                     | Rysk seger                                          | Ryska styrkor erövrar en stark svensk försvarsställning efter två dagars strid. |
| Slaget vid Surnumäki                                | 13 juni 1808                                        | Surnumäki, Finland                                  | Svensk seger                                        | En svensk styrka slår en rysk styrka. |
| Slaget vid Kutumäki                                 | 14 juni 1808                                        | Kutumäki, Finland                                   | Rysk seger                                          | Mindre försvarsstrid under svensk reträtt. |
| Slaget vid Suonenjoki                               | 15 juni 1808                                        | Suonenjoki, Finland                                 | Rysk seger                                          | Mindre försvarsstrid under svensk reträtt. |
| Slaget vid Henriksnäs                               | 17 juni 1808                                        | Henriksnäs, Finland                                 | Rysk seger                                          | Mindre försvarsstrid under svensk reträtt. |
| Andra slaget vid Kuopio                             | 18 juni 1808                                        | Henriksnäs, Finland                                 | Rysk seger                                          | Mindre försvarsstrid under svensk reträtt. |
| Slaget vid Lemo                                     | 19 juni 1808                                        | Lemo, Finland                                       | Rysk seger                                          | En svensk landstigning under befäl av Eberhard von Vegesack besegras. |
| Slaget vid Sundby                                   | 20 juni 1808                                        | Sundby, Finland                                     | Svensk seger                                        | En rysk styrka blir överfallen. |
| Slaget vid Nykarleby                                | 24 juni 1808                                        | Nykarleby, Finland                                  | Svensk seger                                        | Ett svenskt anfall mot Nykarleby driver de färre ryska styrkorna till reträtt. |
| Överfallet vid Sundom                               | 24 juni 1808                                        | Sundom, Finland                                     | Svensk seger                                        | En bondehär överfaller kosacker. |
| Överfallet vid Solf                                 | 24 juni 1808                                        | Solf, Finland                                       | Svensk seger                                        | En bondehär överfaller kosacker. |
| Striden vid Toby                                    | 25 juni 1808                                        | Toby, Finland                                       | Svensk seger                                        | En bondehär blir anfallen av ryska styrkor. |
| Slaget vid Vasa                                     | 25 juni 1808                                        | Vasa, Finland                                       | Rysk seger                                          | En svensk landstigning under befäl av Johan Bergenstråhle besegras. |
| Slaget vid Paukarlaks                               | 25 juni – 26 juni 1808                              | Paukarlaks, Finland                                 | Svensk seger                                        | Joachim Zachris Duncker överfaller en rysk styrka och erövrar dess förråd. |
| Första landstigningen vid Kuopio                    | 25 juni – 26 juni 1808                              | Kuopio, Finland                                     | Rysk seger                                          | Savolaxbrigaden genomför en landstigning utan taktisk framgång, vilken dock visar sig vara av stor strategiskt vikt.                                                                        |
| Skärgårdsslaget vid Rimito Kramp                    | 30 juni 1808                                        | Krampen, Finland                                    | Svensk seger                                        | Mindre skärgårdsslag utan strategiskt resultat. |
| Andra landstigningen vid Kuopio                     | 30 juni – 1 juli 1808                               | Kuopio, Finland                                     | Rysk seger                                          | Savolaxbrigaden genomför en landstigning utan taktisk framgång, vilken dock visar sig vara av stor strategiskt vikt.                                                                        |
| Slaget vid Långbro                                  | 1 juli 1808                                         | Långbro, Finland                                    | Svensk seger                                        | En bondehär slår anfallande kosacker. |
| Sjöstriden vid Bockholmssund                        | 3 juli 1808                                         | Bockholmssund, Finland                              | Oavgjort                                            | Mindre slag i Skärgårdshavet. |
| Slaget vid Lintulaks                                | 3 juli 1808                                         | Lintulaks, Kyyjärvi, Finland                        | Rysk seger                                          | Otto von Fieandts avdelning besegras av en större rysk styrka. |
| Striden vid Lappo                                   | 8 juli 1808                                         | Lappo, Finland                                      | Rysk seger                                          | Ryska styrkor under Nikolaj Rajevskij intar Lappo. |
| Slaget vid Kokonsaari                               | 11 juli 1808                                        | Kokonsaari, Perho, Finland                          | Rysk seger                                          | Otto von Fieandts avdelning besegras av en större rysk styrka. |
| Slaget vid Karsböle                                 | 13 juli 1808                                        | Karsböle, Finland                                   | Rysk seger                                          | En bondehär blir överfallen. |
| Slaget vid Lappo                                    | 14 juli 1808                                        | Lappo, Finland                                      | Svensk seger                                        | Den svenska huvudhären under befäl av Carl Johan Adlercreutz anfaller och slår en rysk styrka under Nikolaj Rajevskij i ett av krigets större slag.                                         |
| Landstigningen vid Pielaks vik                      | 15 juli 1808                                        | Pielaks, Finland                                    | Rysk seger                                          | En svensk landstigning hindras av ryska styrkor. |
| Slaget vid Visuvesi                                 | 19 juli 1808                                        | Visuvesi, Finland                                   | Svensk seger                                        | En svensk strövkår under Johan Jacob Roth slår en rysk styrka. |
| Slaget vid Orivesi                                  | 19 juli 1808                                        | Orivesi, Finland                                    | Svensk seger                                        | En svensk strövkår under Johan Jacob Roth slår en rysk styrka. |
| Sjöstriden vid Kimitosundet                         | 21 juli 1808                                        | Kimitosundet, Finland                               | Rysk seger                                          | Mindre slag i Skärgårdshavet. |
| Slaget vid Konnuskoski                              | 17 juli 1808                                        | Konnuskoski, Kallavesi, Finland                     | Rysk seger                                          | Sjöstrid i sjön Kallavesi. |
| Slaget vid Närpes                                   | 20 juli 1808                                        | Närpes, Finland                                     | Svensk seger                                        | Ett ryskt anfall hindras av svenska styrkor. |
| Sjöstriden vid Toivala                              | 23 juli 1808                                        | Toivala, Finland                                    | Svensk seger                                        | Ryska styrkor i båtar skottväxlar med de svenska batterierna vid Toivala. |
| Slaget vid Maaninga                                 | 24 juli 1808                                        | Maaninga, Finland                                   | Svensk seger                                        | Svenska styrkor avslår ett ryskt anfall. |
| Slaget vid Samelinlakso                             | 27 juli 1808                                        | Samelinlakso, Finland                               | Svensk seger                                        | Carl von Otter slår en rysk styrka. |
| Slaget vid Aron                                     | 28 juli 1808                                        | Aronkylä, Finland                                   | Svensk seger                                        | Strid mellan svenska och ryska styrkor. |
| Slaget vid Parjakanneva                             | 28 juli – 29 juli 1808                              | Parjakanneva, Finland                               | Rysk seger                                          | En svensk avdelning besegras och retirerar. |
| Slaget vid Kausto                                   | 31 juli 1808                                        | Kausto, Finland                                     | Svensk seger                                        | En svensk strövkår under Johan Jacob Roth slår en rysk styrka. |
| Slaget vid Mönninvaara                              | 31 juli 1808                                        | Mönninvaara, Finland                                | Svensk seger                                        | En karelsk bondehär under Olli Tiainen slår en rysk styrka. |
| Skärgårdsslaget vid Sandöström                      | 2 augusti 1808                                      | Sandöström, Finland                                 | Rysk seger                                          | Svenska skärgårdsflottan besegras av ryska styrkor |
| Slaget vid Ritoniemi                                | 3 augusti 1808                                      | Ritoniemi, Finland                                  | Svensk seger                                        | En svensk strövkår under Johan Jacob Roth slår en rysk styrka. |
| Slaget vid Julkulanniemi                            | 9 augusti 1808                                      | Julkulanniemi, Finland                              | Svensk seger                                        | En svensk avdelning landstiger och slår en rysk styrka. |
| Slaget vid Pälkjärvi                                | 9 augusti 1808                                      | Pälkjärvi, Finland                                  | Svensk seger                                        | En svensk avdelning ur savolaxbrigaden under Carl Wilhelm Malm överraskar och slår en dubbelt så stor rysk styrka.                                                                          |
| Slaget vid Kauhajoki                                | 10 augusti 1808                                     | Kauhajoki, Finland                                  | Svensk seger                                        | Georg Carl von Döbeln besegrar en anfallande rysk styrka. |
| Slaget vid Långåsmossen                             | 10 augusti – 11 augusti 1808                        | Långåsmossen, Finland                               | Svensk seger                                        | Styrkor under Anders Gyllenbögel segrar över ryska styrkor. |
| Slaget vid Tjöck                                    | 11 augusti 1808                                     | Tjöck, Finland                                      | Svensk seger                                        | Styrkor under Anders Gyllenbögel segrar över ryska styrkor. |
| Slaget vid Kalmari                                  | 15 augusti 1808                                     | Kalmari, Finland                                    | Svensk seger                                        | En svensk bataljon slår en framskjuten rysk styrka. |
| Slaget vid Alavo                                    | 17 augusti 1808                                     | Alavo, Finland                                      | Svensk seger                                        | Carl Johan Adlercreutz svenska huvudstyrkor slår en mindre rysk styrka. |
| Anfallet i Jungfrusund                              | 17 augusti 1808                                     | Jungfrusund, Finland                                | Oavgjort                                            | Svenskt anfall mot ryska styrkor i syfte att återerövra förlorade farkoster. |
| Skärgårdsslaget vid Sudsalo                         | 18 augusti 1808                                     | Sudsalo, Finland                                    | Svensk seger                                        | Svenska skärgårdsflottan besegrar en anfallande rysk styrka. |
| Slaget vid Etseri                                   | 20 augusti 1808                                     | Etseri, Finland                                     | Svensk seger                                        | Gustaf Adolf Ehrnrooth slår en rysk styrka och erövrar dess förråd. |
| Slaget vid Herranen                                 | 21 augusti 1808                                     | Herranen, Finland                                   | Svensk seger                                        | En svensk brigad under August Fredrik Palmfelt slår en rysk styrka. |
| Slaget vid Karstula                                 | 21 augusti 1808                                     | Karstula, Finland                                   | Rysk seger                                          | Otto von Fieandt lider en stor förlust mot ryska styrkor under Jegor Vlastov vilket avslutar den svenska sommaroffensiven.                                                                  |
| Landstigningen vid Vaajasalo                        | 25 augusti 1808                                     | Vaajasalo, Finland                                  | Svensk seger                                        | En svensk avdelning landstiger och fördriver ryska styrkor. |
| Slaget vid Nummijärvi                               | 28 augusti 1808                                     | Nummijärvi, Finland                                 | Svensk seger                                        | Carl von Otter slår en rysk styrka. |
| Slaget vid Lappfjärd                                | 29 augusti 1808                                     | Lappfjärd, Finland                                  | Svensk seger                                        | Eberhard von Vegesack besegrar en anfallande rysk styrka. |
| Skärgårdsslaget vid Grönvikssund                    | 30 augusti 1808                                     | Grönvikssund, Finland                               | Svensk seger                                        | En avdelning ur skärgårdsflottan anfaller och slår en rysk styrka. |
| Slaget vid Kuortane                                 | 31 augusti 1808                                     | Kuortane, Finland                                   | Rysk seger                                          | Ryska styrkor under Jakov Kulnev anfaller en svensk fältvakt. |
| Striden vid Kauhajoki                               | 1 september 1808                                    | Kauhajoki, Finland                                  | Rysk seger                                          | August Fredrik Palmfelts brigad besegras av ryska styrkor. |
| Slaget vid Ruona                                    | 1 september 1808                                    | Ruona, Finland                                      | Svensk seger                                        | Carl Johan Adlercreutz slår tillbaka anfall av ryska styrkor under Nikolaj Kamenskij. |
| Slaget vid Salmis                                   | 2 september 1808                                    | Salmis, Finland                                     | Rysk seger                                          | Ryska styrkor under Nikolaj Kamenskij slår Carl Johan Adlercreutz svenska avdelning och tvingar den till reträtt.                                                                           |
| Slaget vid Kaltemoniska strand                      | 2 september 1808                                    | Kaltemoniska, Finland                               | Rysk seger                                          | Olli Tiainens bondehär tvingas iväg efter en kanonad. |
| Slaget vid Paljakka mosse                           | 4 september 1808                                    | Paljakka mosse, Finland                             | Svensk seger                                        | Ett rysk anfall mot en svensk styrka slås tillbaka. |
| Slaget vid Ömossa                                   | 6 september 1808                                    | Ömossa, Finland                                     | Rysk seger                                          | En svensk avdelning besegras av en tredubbel rysk styrka. |
| Slaget vid Ahvenus                                  | 8 september 1808                                    | Ahvenus, Finland                                    | Rysk seger                                          | Ryska styrkor nödsakar Isak Stenius karelska bondehär att retirera. |
| Slaget vid Vorna bro                                | 9 september 1808                                    | Kelvä, Finland                                      | Rysk seger                                          | Ryska styrkor nödsakar Isak Stenius karelska bondehär att retirera. |
| Slaget vid Jouhia sund                              | 10 september – 11 september 1808                    | Jauhiainen, Finland                                 | Svensk seger                                        | Olli Tiainens bondehär slår tillbaka anfall av ryska styrkor. |
| Slaget vid Nederhärmä                               | 10 september 1808                                   | Nederhärmä, Finland                                 | Rysk seger                                          | En rysk styrka slår en svensk styrka. |
| Slaget vid Ylistaro                                 | 10 september 1808                                   | Ylistaro, Finland                                   | Rysk seger                                          | En rysk styrka slår en svensk styrka. |
| Slaget vid Melttunen                                | 11 september 1808                                   | Melttunen, Finland                                  | Svensk seger                                        | Svenska styrkor slår tillbaka ryska anfall. |
| Slaget vid Kaustby                                  | 13 september 1808                                   | Kaustby, Finland                                    | Rysk seger                                          | Ryska styrkor slår en svensk rekognoseringsavdelning. |
| Slaget vid Jutas                                    | 13 september 1808                                   | Juthas, Finland                                     | Svensk seger                                        | Georg Carl von Döbeln besegrar vid Jutas en rysk styrka och skyddar därmed den svenska reträtten.                                                                                           |
| Slaget vid Oravais                                  | 14 september 1808                                   | Oravais, Finland                                    | Rysk seger                                          | Ryska styrkor under Nikolaj Kamenskij vinner en överlägsen seger över den svenska huvudhären under Carl Johan Adlercreutz.                                                                  |
| Slaget vid Nedervetil                               | 14 september 1808                                   | Nedervetil, Finland                                 | Rysk seger                                          | En svensk avdelning besegras av ryska styrkor. |
| Slaget vid Karttula                                 | 14 september 1808                                   | Karttula, Finland                                   | Svensk seger                                        | En svensk avdelning genomför ett överraskande anfall mot en rysk styrka. |
| Slaget vid Kronoby                                  | 15 september 1808                                   | Kronoby, Finland                                    | Svensk seger                                        | En svensk brigad besegrar en rysk styrka. |
| Striden vid Kauko bro                               | 15 september 1808                                   | Kauko, Finland                                      | Svensk seger                                        | Otto von Fieandt slår tillbaka anfall av ryska styrkor. |
| Slaget vid Lokalax                                  | 17 september – 18 september 1808                    | Lokalax, Finland                                    | Rysk seger                                          | En svensk landstigning blir besegrad av ryska styrkor. |
| Skärgårdsslaget vid Palva sund                      | 18 september 1808                                   | Palva Sund, Finland                                 | Rysk seger                                          | Den svenska skärgårdsflottan besegras av en större rysk styrka. |
| Striderna vid Kahiluoto                             | 26 september – 2 oktober 1808                       | Kahiluoto, Finland                                  | Svensk seger                                        | En avdelning ur skärgårdsflottan slår en fyrdubbel rysk flottstyrka. |
| Landstigningen vid Helsinge                         | 26 september – 28 september 1808                    | Helsinge, Finland                                   | Rysk seger                                          | Svenska styrkor verkställer en misslyckad landstigning. |
| Landstigningen vid Toivala                          | 29 september 1808                                   | Toivala, Finland                                    | Svensk seger                                        | Savolaxbrigaden hindrar en landstigning av ryska styrkor. |
| Slaget vid Virta bro                                | 27 oktober 1808                                     | Idensalmi, Finland                                  | Svensk seger                                        | Savolaxbrigaden under Johan August Sandels besegrar en mångdubbelt större rysk styrka under Nikolaj Tutjkov.                                                                                |
| Slaget vid Sippoja                                  | 5 november 1808                                     | Sippoja, Finland                                    | Rysk seger                                          | Ryska styrkor under Jakov Kulnev besegrar en svensk avdelning. |
| Första slaget vid Kalajoki                          | 6 november 1808                                     | Kalajoki, Finland                                   | Rysk seger                                          | Ryska styrkor under Jakov Kulnev besegrar en svensk avdelning. |
| Andra slaget vid Kalajoki                           | 8 – 9 november 1808                                 | Kalajoki, Finland                                   | Rysk seger                                          | Ryska styrkor under Nikolaj Kamenskij besegrar en svensk avdelning. |
| Slaget vid Iisalmi                                  | 9 november – 10 november 1808                       | Iisalmi, Finland                                    | Rysk seger                                          | Ett svenskt överraskningsanfall besegras av ryska styrkor. |
| Slaget vid Ypperi                                   | 11 november 1808                                    | Ypperi, Finland                                     | Rysk seger                                          | Det svenska arriärgardet tvingas till reträtt efter anfall av ryska styrkor. |
| Slaget vid Viiret                                   | 11 november 1808                                    | Viiret, Finland                                     | Svensk seger                                        | Nikolaj Kamenskijs ryska styrkor anfaller ett starkt svenskt försvar under befäl av Carl Johan Adlercreutz.                                                                                 |
| Striden vid Lövö                                    | 14 mars 1809                                        | Lövö, Åland                                         | Svensk seger                                        | Kosackanfall mot Vårdö slås tillbaka. |
| Slaget vid Grisslehamn                              | 19 mars 1809                                        | Grisslehamn, Sverige                                | Rysk seger                                          | Ryska styrkor under Jakov Kulnev anfaller Grisslehamn. Striden avslutas under fredliga omständigheter.                                                                                      |
| Slaget vid Sangis                                   | 24 mars 1809                                        | Sangis, Sverige                                     | Oavgjort                                            | Otto von Fieandts arriärgarde tvingar tillbaka anfall av ryska styrkor. Striden avslutas fredligt i ett tillfälligt stillestånd, efter vilket konventionen i Kalix sluts.                   |
| Slaget vid Lejonströmsbron                          | 15 maj 1809                                         | Lejonströmsbron, Sverige                            | Rysk seger                                          | En rysk styrka omringar och tillfångatar en mycket mindre svensk styrka. |
| Första slaget vid Sörmjöle                          | 2 juli 1809                                         | Sörmjöle, Sverige                                   | Oavgjort                                            | En taktisk svensk seger med strategisk framgång för ryska styrkor. |
| Andra slaget vid Sörmjöle                           | 3 juli 1809                                         | Sörmjöle, Sverige                                   | Svensk seger                                        | Ett anfall av ryska styrkor slås tillbaka. |
| Slaget vid Hörnefors                                | 5 juli 1809                                         | Hörnefors, Sverige                                  | Rysk seger                                          | Rysk styrkor anfaller och slår en svensk avdelning under Johan August Sandels. |
| Skärgårdsslaget vid Porkkala                        | 8 juli – 9 juli 1809                                | Porkala                                             | Svensk seger                                        | Mindre skärgårdsslag mellan svenska och ryska styrkor. |
| Slaget vid Sävar                                    | 19 augusti 1809                                     | Sävar, Sverige                                      | Rysk seger                                          | Ryska styrkor under Nikolaj Kamenskij anfaller och slår den svenska hären. |
| Slaget vid Ratan                                    | 20 augusti 1809                                     | Ratan, Sverige                                      | Svensk seger                                        | Svenska styrkor slår tillbaka ryska anfall. |
| Slaget vid Röbäck                                   | 21 augusti 1809                                     | Röbäck, Sverige                                     | svensk seger                                        | En rysk förpostställning tvingas tillbaka ett svenskt anfall. |
| Slaget vid Piteå                                    | 25 augusti 1809                                     | Piteå, Sverige                                      | Rysk seger                                          | Mindre strid vid Piteå. |